# Herrens Lovbog
Herrens Lovbog er en helligskrift i Jesu Kristi Kirke af Sidste Dages Hellige (Strangiter), som ifølge trossamfundets profet James Strang angiveligt havde oversat fra Labans plader, som nævnes i Mormons Bog. Strang påstod at have oversat bogen vha. Urim og Tummim, som Joseph Smith angiveligt havde brugt til at oversætte de 116 forsvunde sider i Mormons Bog. -Og som Mormonkirken nu påstår også blev brugt til at oversætte resten af Mormons Bog. Herrens Lovbog beskriver grundlæggelsen af et mormonsk kongerige, i hvilket profeten regerer som konge over Guds rige på jord. Bogen indeholder også andre åbenbaringer og lærdomme, som ikke findes andre steder. Strang profeterede, at Herrens Lovbog havde været i Pagtens Ark, men var så hellig, at den var blevet holdt hemmelig og glemt, før Strang fandt og oversatte den. Strangitmormonerne tror, at Herrens Lovbog er den bog, som nævnes i Bibelen fx Galaterne 3:10. De tror også, at Herrens Lovbog er Judas træ, som nævnes i Bibelen Ezekiels Bog 37:19. I de fleste andre mormonkirker tror man, at Judas træ repræsenterer Bibelen. Herrens Lovbog anerkendes hverken af Mormonkirken eller Kristi Samfund. 
Der var 7 vidner, foruden Strang, som påstod at have set og rørt Strangs plader. Selvom nogle af disse vidner sidenhen forlod Strangs kirke, benægtede ingen af dem nogensinde deres vidnesbyrd om Herrens Lovbog. Der er ingen, der ved, hvor disse plader befinder sig nu, og om de rent faktisk fandtes. Bogen blev udgivet to gange i løbet af Strangs liv i 1851 og i 1856. Herrens Lovbog indeholder sin egen version af De 10 bud, hvor det fjerde bud er: Du skal elske din næste som dig selv. 